# Elixir d'amor número 9
Elixir d'amor número 9 (títol original: Love Potion No. 9) és una pel·lícula estatunidenca de Dale Launer estrenada l'any 1992. Els dos principals actors són Sandra Bullock i Tate Donovan. La història està inspirada en la cançó Love Poció No. 9 de Jerry Leiber i Mike Stoller. Ha estat doblada al català.

## Argument
Tate Donovan, un bioquímic que no té sort amb les dones, es deixa persuadir per amics d'anar a veure una bohèmia, Madame Ruth. Aquesta li dona la "Love Potion No. 9", un elixir capaç de fer caure qui sigui enamorat d'ell.

## Repartiment
- Tate Donovan (Paul Matthews)
- Sandra Bullock (Diane Farrow)
- Mary Maya (Marisa)
- Dale Midkiff (Gary Logan)
- Hilary B. Smith (Sally)
- Anne Bancroft (Madame Ruth)
- Dylan Baker (Príncep Geoffrey)
- Blake Clark (policia)
- Bruce McCarty (Jeff)
- Rebecca Staab (Cheryl)
- Adrian Paul (Enrico Pazzoli)
- Ric Reitz (Dave)